# لو كولير
لو كولير (بالإنجليزية: Lou Collier) هو لاعب كرة قاعدة أمريكي، ولد في 21 أغسطس 1973 في شيكاغو في الولايات المتحدة.

## وصلات خارجية
- لو كولير على موقع دوري كرة القاعدة الرئيسي (الإنجليزية)
- لو كولير على موقعبيزبول رفرنس.كوم (الدوري الرئيسي) (الإنجليزية)
- لو كولير على موقعبيزبول رفرنس.كوم (الدوري الثانوي) (الإنجليزية)
- لو كولير على موقع إي إس بي إن.كوم (أم.أل.بي) (الإنجليزية)
- لو كولير على موقع مشجعي الرسوم البيانية (الإنجليزية)